# Hainichen
Hainichen település Németországban, azon belül Szászország tartományban. Lakosainak száma 8441 fő (2023. december 31.). Hainichen Rossau és Striegistal községekkel határos.

## Népesség
A település népességének változása:
| Lakosok száma | 4623 | 8875 | 11 450 | 10 959 | 10 714 | 10 026 | 9378 | 8714 | 8549 | 8441 |
|               | 1834 | 1946 | 1984   | 1990   | 1995   | 2001   | 2006 | 2012 | 2017 | 2023 |